# 고전물리학

고전물리학(古典物理學)은 특수상대성이론을 포함한 양자론이 탄생한 20세기 이전의 물리학이다.
고전물리학 중에서 가장 기본적인 분야는 역학으로, 속도·가속도와 같은 운동학적 개념에 질량·힘 등의 역학적인 개념이 합쳐져서 운동의 법칙이 구성된다. 특히, 운동량의 보존과 역학적 에너지의 보전 법칙은 물리학의 기본이 되는 중요한 법칙이다.

## 개요

### 범주
고전물리학의 범주에는 다음과 같은 학문들이 포함된다.
- 고전역학
  - 뉴턴의 운동 법칙
  - 라그랑주 역학 및 해밀턴 역학
- 고전 전자기학 (맥스웰 방정식)
- 고전 열역학

### 현대물리학
고전물리학에 대비되는 현대물리학의 가장 큰 특징은 양자역학의 도입이다. 20세기 이후 발견된 현대물리학의 법칙들로 인해 고전물리학의 법칙들이 폐기되는 것은 아니다. 고전물리학이 다루는 계의 범주에서 고전물리학의 명제와 법칙들은 여전히 유효하다. 단, 분자 또는 원자 이하의 세계를 고찰할 때에는 양자역학과 같은 현대물리학의 개념 도입이 필수적이다.
고전물리학의 전자기파 이론은 결정론적인 개념과 법칙으로 인해 빛이 갖는 양자적 특성을 정확히 파악하는 데 한계가 있다.
고전물리학의 방정식들은 플랑크 상수를 발견하기 이전에 수립되었다. 대응원리와 에렌페스트의 정리에 따르면 계가 충분히 클 때에만(작용 >> 플랑크 상수) 초유체 현상 같은 고전 역학으로는 설명할 수 없는 예외적인 현상이 일어난다. 때문에 일상 생활의 범주에서는 고전물리학의 개념과 법칙이 여전히 유효하며 양자역학적 개념은 무시할 수 있다. 한편, 현대물리학에서는 고전역학과 양자역학의 상응에 대한 연구가 꾸준히 이루어지고 있다. 이러한 연구에서는 어떻게 고전물리학 법칙이 적용되는 계의 한계점에서 양자역학적 법칙이 작동되는지를 고찰한다.

### 애매한 부류
- 혼돈 이론과 비선형 역학

## 같이 보기
- 현대물리학

| 이 문서는 영어판 위키백과를 바탕으로 번역된 것입니다. |